# Alexis Bouvard
Alexis Bouvard (Les Contamines-Montjoie, 27 giugno 1767 – Parigi, 7 giugno 1843) è stato un astronomo francese, è particolarmente noto per la sua attenta osservazione delle irregolarità del moto di Urano e per la sua ipotesi dell'esistenza di un ottavo pianeta nel sistema solare.
Ha scoperto le comete C/1797 P1 Bouvard-Herschel e C/1798 X1 Bouvard. Gli è stata dedicata una vallis sulla Luna, Vallis Bouvard.
Ha fatto parte del personale del Bureau des longitudes.